# Engetsu-Insel
Die Engetsu-Insel (japanisch 円月島, Engetsu-tō) ist eine Insel vor der Küste von Shirahama in der Präfektur Wakayama, Japan. Die Insel bildet einen natürlichen Bogen und ist daher ein beliebtes Fotomotiv, speziell zu den seltenen Gelegenheiten, da die untergehende Sonne unter den Bogen tritt. Der Hohlraum des Bogens wurde durch natürliche Prozesse von Wind und Wasser ausgeschnitten und gab der Insel ihren populären Namen Engetsu (Vollmond), im amtlichen Gebrauch wird für die Insel der Name Takashima (高嶋) verwendet. Bei Ebbe ist die Insel zu Fuß zu erreichen.